# Elmidae
Elmidés
Famille
Les Elmidae, en français Elmidés, sont une famille de Coléoptères très diversifiés de petite taille. Ces insectes sont répartis en deux sous-familles, les Elminae (en), qui sont souvent aquatiques (en), et les Larainae (en), qui sont semi-aquatiques. Les espèces réparties à l'intérieur de ces sous-familles partagent des caractéristiques communes mais se différencient par des spécificités.
Cosmopolite, elle est présente sur tous les continents, à l'exception de l'Antarctique.

## Description

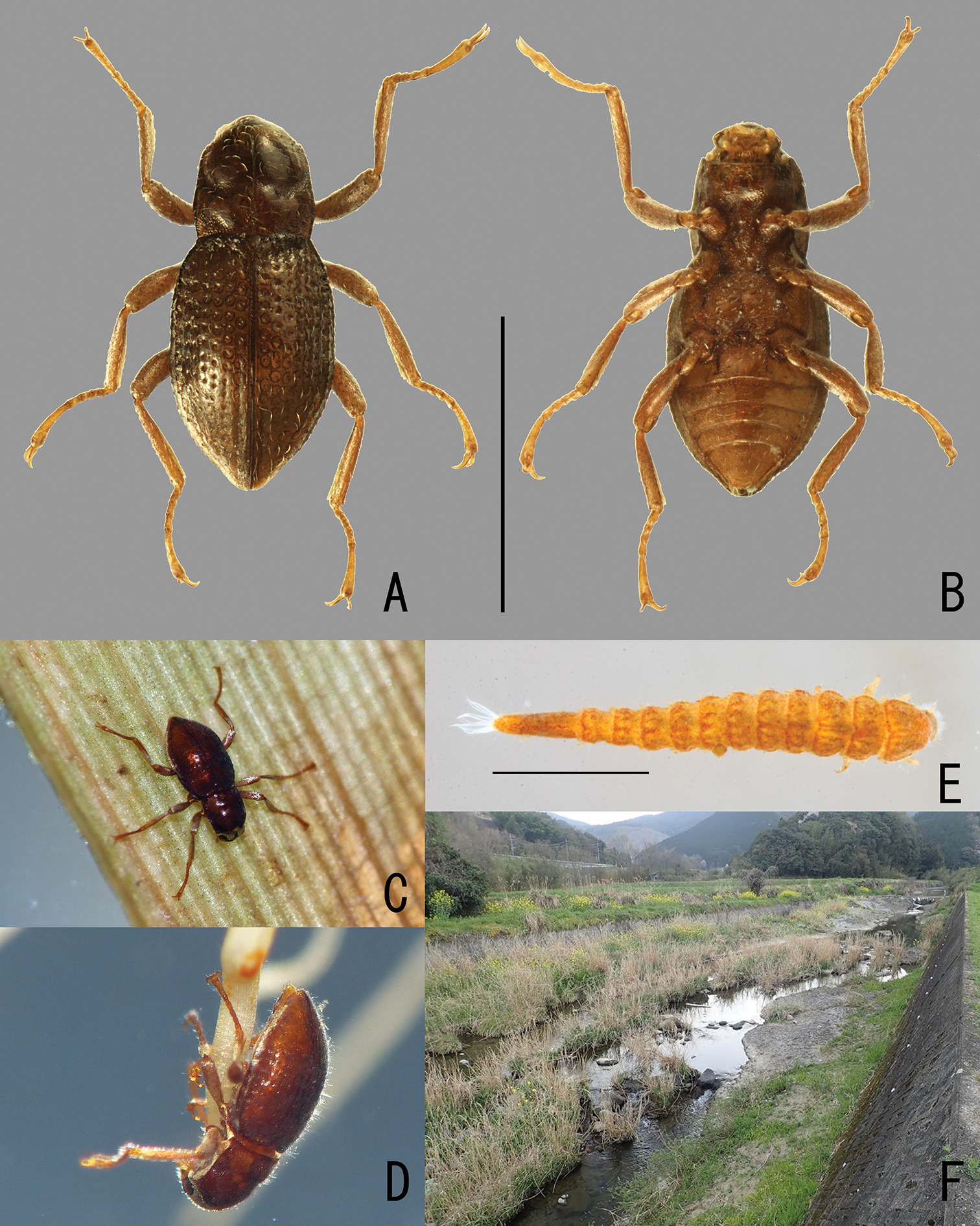
Podonychus gyobu sp. nov. (1997)
Échelle : 1 mm
Vue dorsale (A) et ventrale (B)
Stade adulte (C et D)
Stade larvaire (E)
Habitat (F) : Iroha-gawa, Ōita, Japon.

Les Elmidae, communément appelés « riffle beetles » (litt. : « coléoptères des ruisseaux ») en anglais, sont une famille diversifiée d'Insectes coléoptères traditionnellement répartis en deux sous-famille, les Elminae et les Larainae.

### Œufs
David S. White, dans Encyclopedia of Inland Waters, fournit une description générale des œufs de Coléoptères aquatiques : ils sont « simples, ovoïdes et d'apparence blanche à jaunâtre ». Ils vivent tout leur stade durant dans l'eau.

### Larves

Exemples illustrés de larves du genre Ancyronyx (vue dorsale)
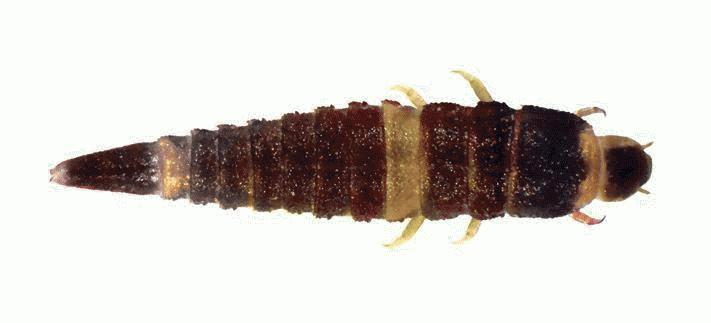
Ancyronyx buhid
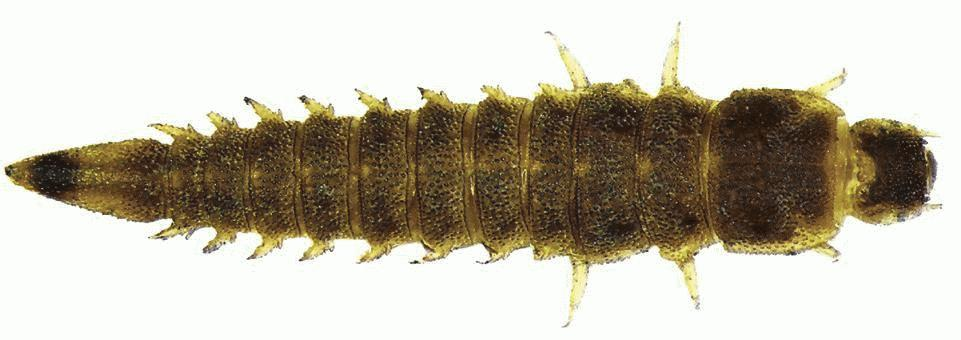
Ancyronyx helgeschneideri
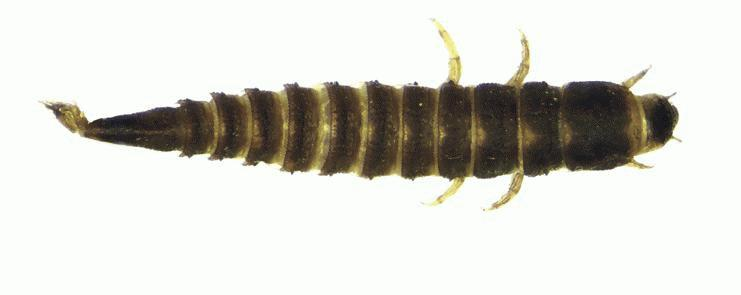
Ancyronyx minerva
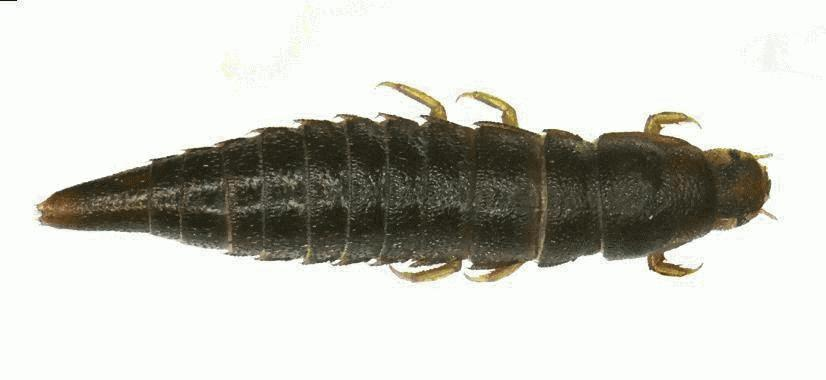
Ancyronyx montanus
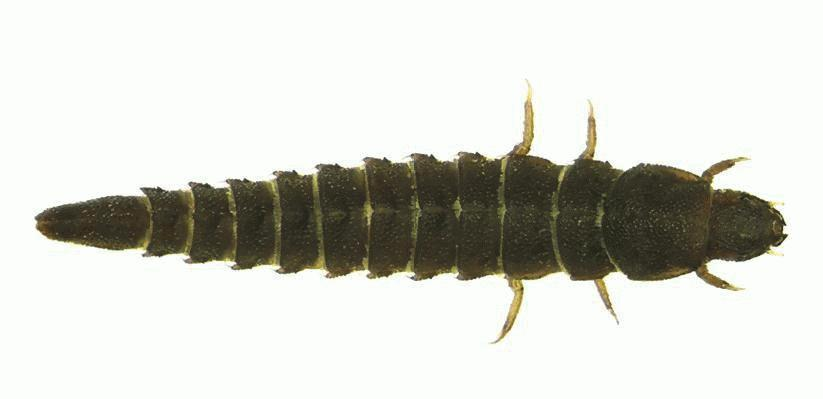
Ancyronyx patrolus
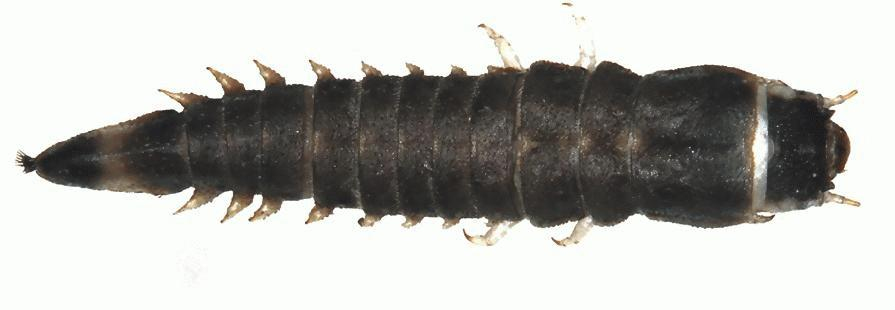
Ancyronyx procerus
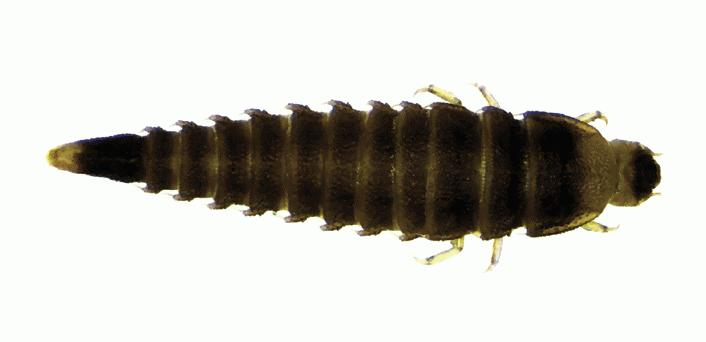
Ancyronyx pseudopatrolus
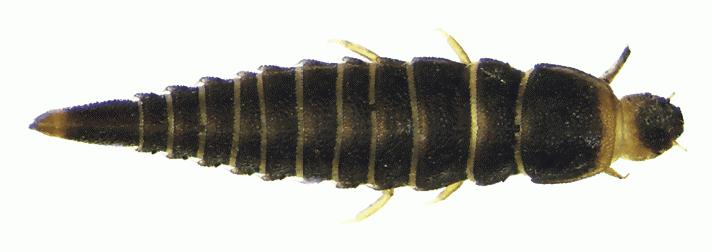
Ancyronyx punkti
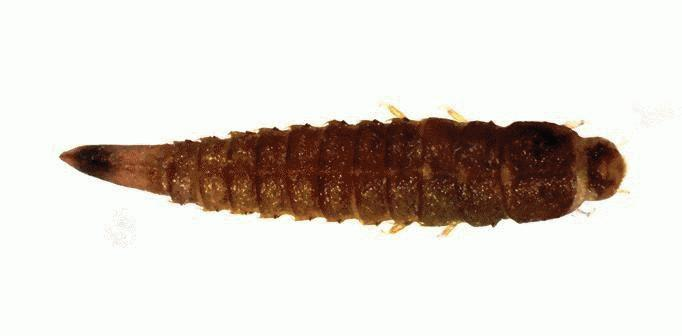
Ancyronyx tamaraw

Allure genérale (habitus) de larves d'Elmidae : vue dorsale, latérale et ventrale. Échelle = 1 mm.
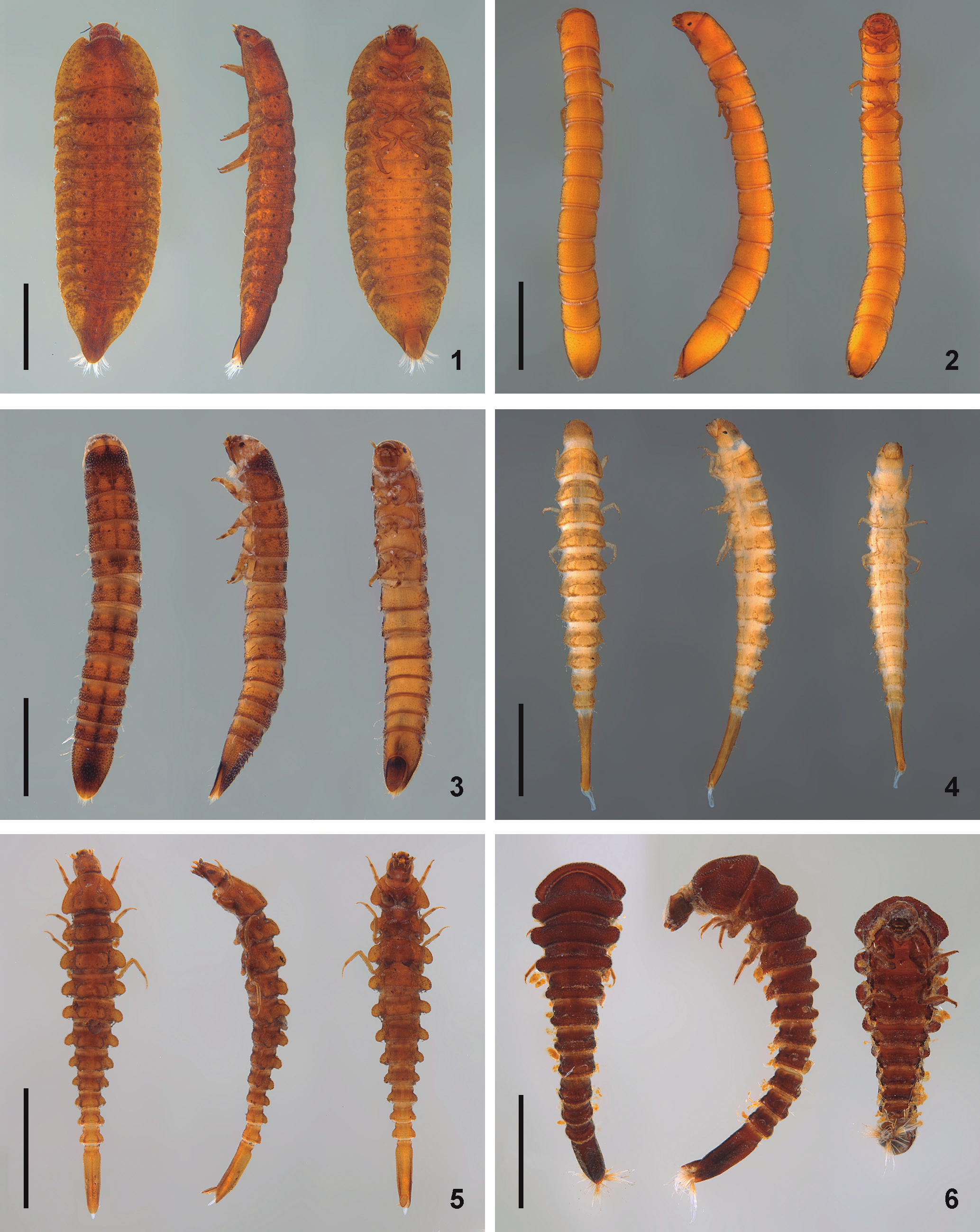
(1) Phanocerus Sharp (2) Cylloepus Erichson (3) Larva V (4) Austrolimnius Carter & Zeck (5) Neolimnius Hinton (6) Larva W
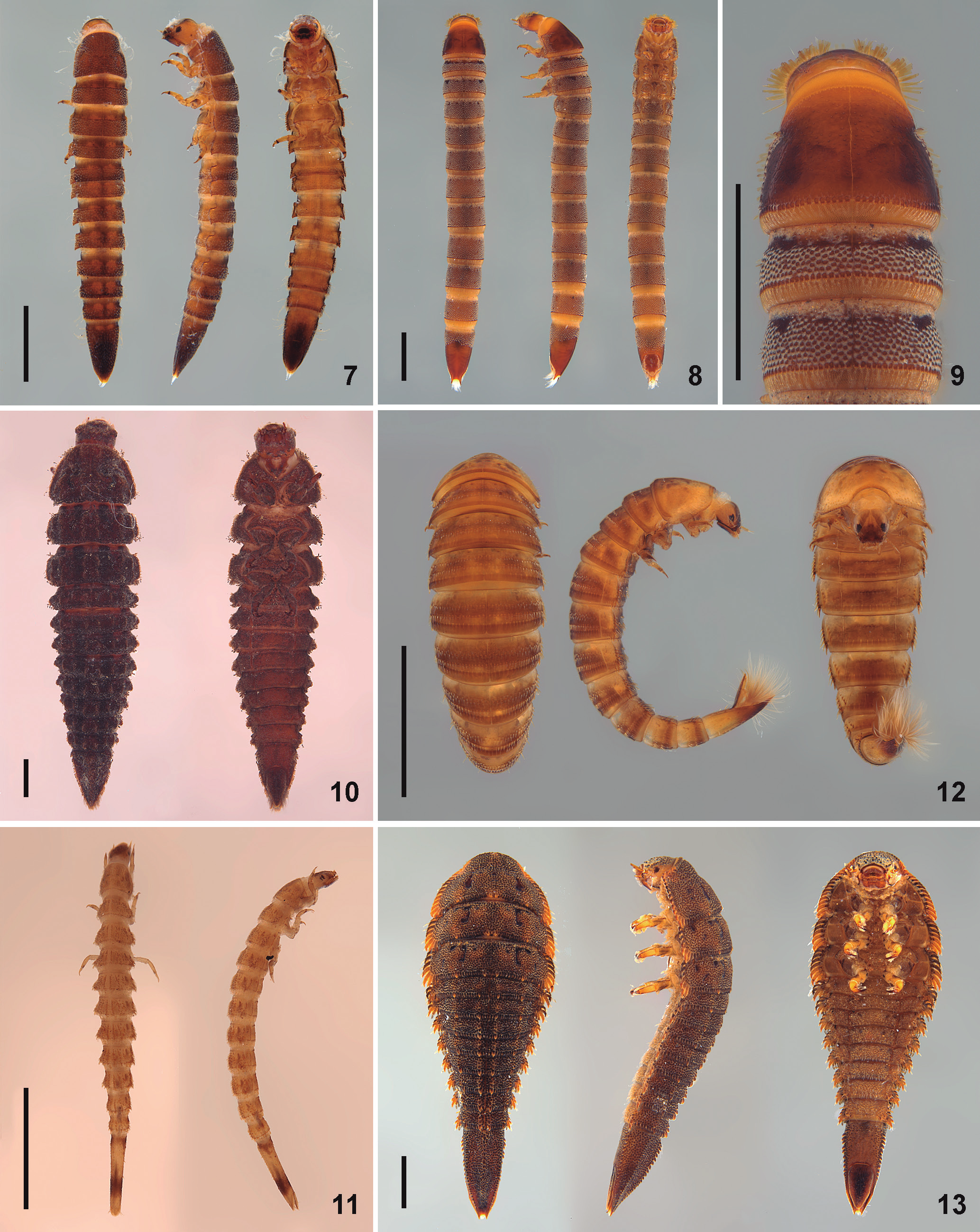
(7) Larva Z (8) Stenhelmoides Grouvelle (9) Stenhelmoides Grouvelle (10) Potamophilops Grouvelle (11) Elachistelmis Maier (12) Xenelmis Hinton (13) Stegoelmis Hinton
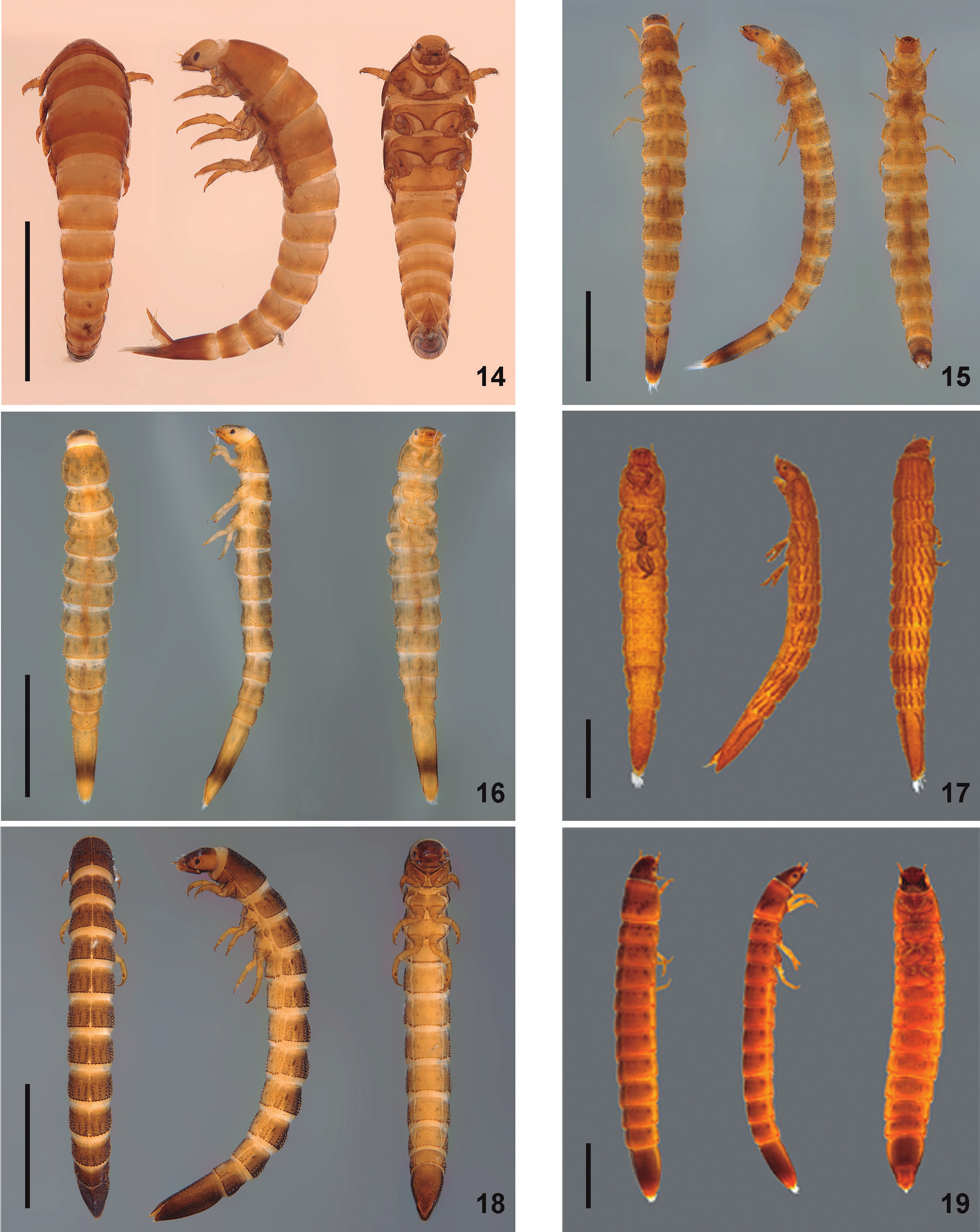
(14) Gyrelmis Hinton (15) Hexacylloepus Hinton (16) Neoelmis Musgrave (17) Heterelmis Sharp (18) Microcylloepus Hinton (19) Macrelmis Motschulsky
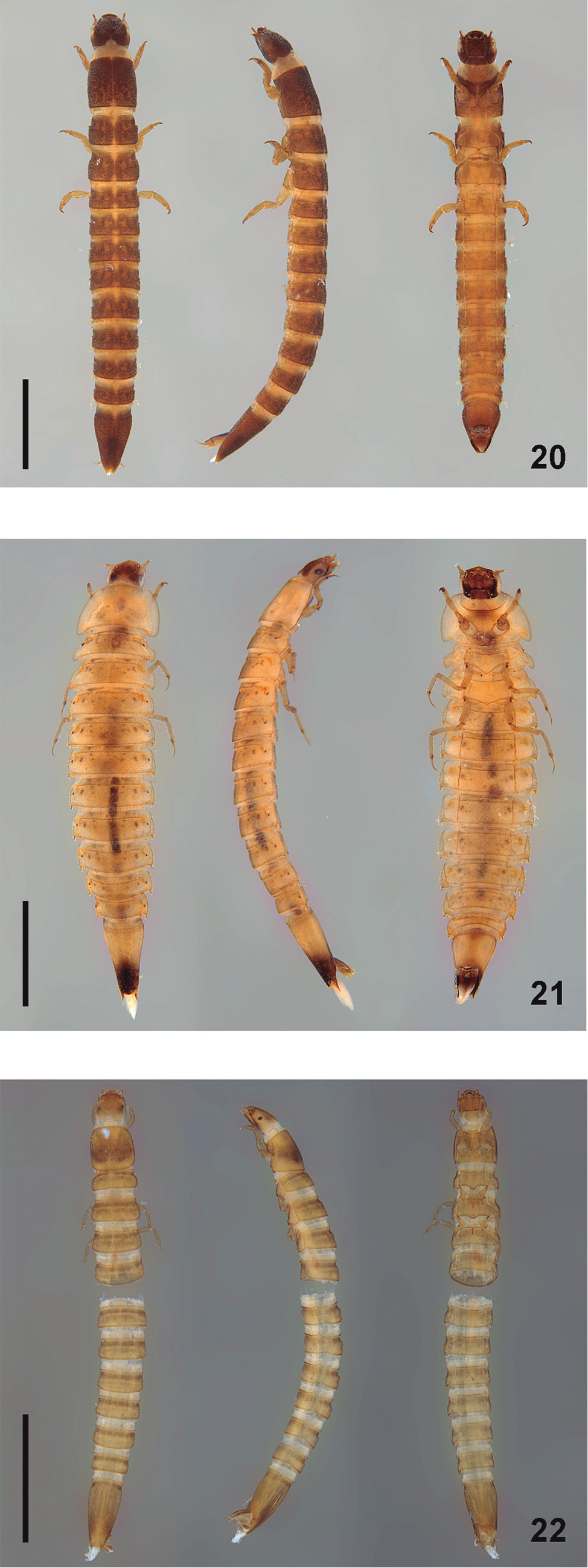
(20) Hintonelmis Spangler (21) Larva Y (22) Larva X

- (1) Phanocerus Sharp
(2) Cylloepus Erichson
(3) Larva V
(4) Austrolimnius Carter & Zeck
(5) Neolimnius Hinton
(6) Larva W
- (7) Larva Z
(8) Stenhelmoides Grouvelle
(9) Stenhelmoides Grouvelle
(10) Potamophilops Grouvelle
(11) Elachistelmis Maier
(12) Xenelmis Hinton
(13) Stegoelmis Hinton
- (14) Gyrelmis Hinton
(15) Hexacylloepus Hinton
(16) Neoelmis Musgrave
(17) Heterelmis Sharp
(18) Microcylloepus Hinton
(19) Macrelmis Motschulsky
- (20) Hintonelmis Spangler
(21) Larva Y
(22) Larva X

### Pupes
Toutes les pupes de cette famille ne sont pas décrites, certaines espèces le sont. En 1983, Robert J. Steedman, dans le journal Aquatic Insects, réalise des descriptions générales.

### Adultes

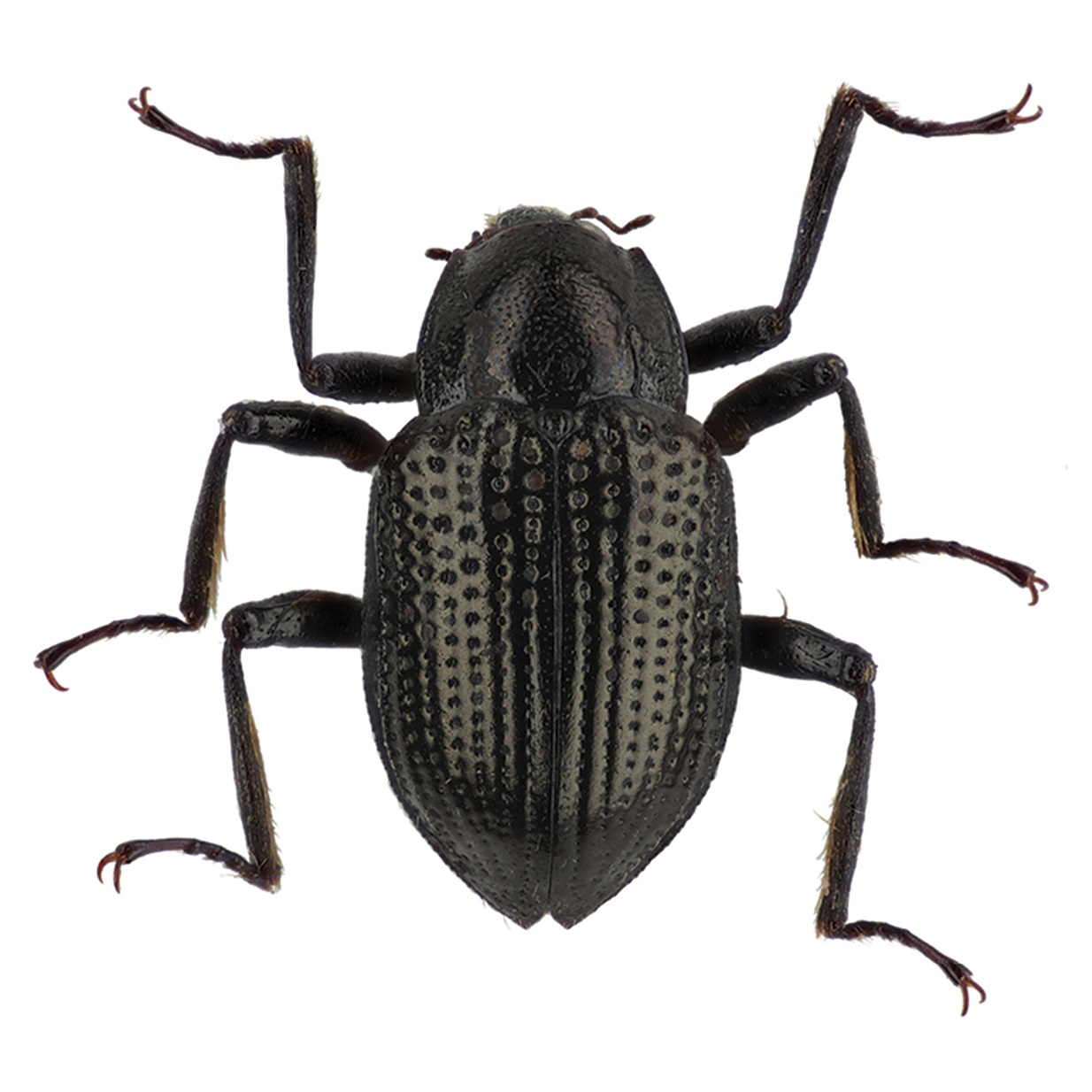
Vue dorsale

Membres de la classe des insectes et de l'ordre des Coléoptères, les adultes possèdent des traits morphologiques communs, hérités des taxons supérieurs, bien que certains de ses traits puissent varier avec les autres familles de son ordre et entre ses taxons inférieurs. En tant qu'insectes, ils possèdent une anatomie similaire avec un corps divisé en trois parties distinctes : la tête, le thorax et l'abdomen ; et tant que Coléoptères, ils possèdent un exosquelette, plus ou moins dur, de forme cylrindrique, avec une forme d'arc au niveau des élytres qui recouvrent ses ailes.
Pour classer une nouvelle espèce, outre l'analyse phylogénétique, les adultes sont différenciés à partir du nombre de segments (tarsomères) que comportent les pattes de l'individu.

#### Ailes
En 2013, Hayashi et Kodama publient une étude sur 24 espèces japonaises d'eau douce appartenant à 9 genres différents, 17 d'entre elles présentent une dégénération des ailes arrière. Plus précisément, elles peuvent être aptères (en) (dépourvues d'ailes), brachyptères (aux ailes réduites), macroptères (aux ailes larges) ou dysmorphiques. Par exemple, l'espèce Zaitzeviaria brevis est aptère, Zaitzevia rivalis est macroptère (ailes très larges) et Stenelmis vulgaris est dysmorphique. La présence de ces différents types d'ailes ne semble pas être liée aux habitats ou aux substrats utilisés par les larves et les adultes.

## Systématique, taxinomie et dénomination

### Systématique et dénominations
La famille des Elmidae est proposée pour la première fois par John Curtis en 1830 car l'espèce Elmis volkmari (Panzer, 1793), différente du genre Elmis, des Parnidae et des Helophoridae, ne pouvait pas être y être classée.
Le nom scientifique accepté de ce taxon est Elmidae. En français, les membres de cette famille sont connus sous le nom d'« Elmidés »,, et en anglais, sous le nom de « riffle beetles,, ».
Les synonymes de la famille des Elmidae sont, :
- Limniidae Thomson, 1859 ;
- Helmidae Grouvelle, 1896 ;
- Helminthidae Ganglbauer, 1904 ;
- Elminthidae Steffan[a], 1958 ;
- Elmididae Madge & Pope[b], 1980.

### Classification
La classification de la famille Elmidae est relativement convergente pour les principaux rangs taxonomiques (règne, embranchement, classe, ordre) mais diverge, selon les sources, par la présence de rangs taxonomiques intermédiaires ou différents. Par exemple, pour le Système d'information taxonomique intégré, l'Animal Diversity Web, le Catalogue of Life, le Système mondial d'information sur la biodiversité, la famille est classée dans : Biota > règne : Animalia > embranchement : Arthropoda > classe : Insecta > ordre : Coleoptera, mais l'Inventaire national du patrimoine naturel ajoute les groupes Eumetazoa, Bilateria, Protostomia, Ecdysozoa, Cuticulata, Panarthropoda, Pancrustacea, Altocrustacea, Dicondylia, Pterygota, Neoptera.
Dans l'ouvrage Coleoptera: Elmidae and Protelmidae (2016), les entomologistes Ján Kodada, Manfred A. Jäch, Michaela Brojer et William D. Shepard soulignent que la famille est classée dans le sous-ordre Polyphaga, l'infra-ordre Elateriformia et dans la super-famille Byrrhoidea ou Dryopoidea, selon les publications.

### Phylogénomique
La reconstruction phylogénomique réalisée par Cai C et al. en 2021 intègre la famille Elmidae au sein de la super-famille Dryopoidea (syn. de Byrrhoidea,) avec une proche parenté avec, d'une part, les familles Limnichidae et Heteroceridae, et, d'autre part, les familles Chelonariidae et Psephenidae. Ces divergences évolutives se sont principalement effectuées à la fin du Jurassique mais elles s'intègrent toutefois dans un processus évolutif long de la super-famille Dryopoidea qui s'est principalement effectué pendant le Mésozoïque, c'est-à-dire entre le Trias (-250 Ma) et la fin du Crétacé (-60 Ma).
- Parent commun
  - Elmidae
    - Stetholus
    - 
      - Stenelmis
      - Graphelmis

  - 
    - Limnichidae, Cephalobyrrhus
    - 
      - Heteroceridae
      - Limnichidae
        - Limnichus
        - 
          - Pelochares
          - Byrrhinus

### Taxons inférieurs
En 2008, la description des membres de la famille Elmidae est considérée comme incomplète avec 1 850 espèces estimées dont 1 330 décrites.
En 2011, Patrice Bouchard et al. avance la classification familiale suivante :
- Famille Elmidae Curtis, 1830
  - Sous-famille Larainae LeConte, 1861
    - Tribu Laraini LeConte, 1861
    - Tribu Potamophilini Mulsant & Rey, 1872

  - Sous-famille Elminae Curtis, 1830
    - Tribu Ancyronychini Ganglbauer, 1904
    - Tribu Elmini Curtis, 1830
      - Sous-tribu Elmina Curtis, 1830
      - Sous-tribu Stenelmina Mulsant & Rey, 1872

    - Sous-tribu Macronychini Gistel, 1848

En 2014, selon les entomologistes Ján Kodada, Manfred A. Jäch et al., la famille est composée de 147 genres, 14 sous-genres et 1 498 espèces reconnus.
En 2018, l'entomologiste Thiago Tadeu Silva Polizei mentionne au moins 1500 espèces réparties dans 148 genres.
En 2022, selon le Système d'information taxonomique intégré (ITIS), elle comprend 147 genres, 1 534 espèces, 82 sous-espèces et 3 tribus. Toutefois, en 2016, les entomologistes Ján Kodada, Manfred A. Jäch et al. soulignent que les listes agrégées (dont ITIS) sont principalement issues de la même base de données, qu'elles présentent des erreurs et sont incomplètes. Ils soulignent également que plusieurs genres doivent être révisés, que la réalisation d'une synthèse familiale avec des méthodes modernes (à l'instar de la phylogénétique moléculaire) fera apparaître davantage de synonymes.
Traditionnellement, la famille se divise en deux sous-familles : les Elminae (en) et les Larainae (en), toutefois, en 2016, ces deux concepts ne sont pas confirmés par des analyses génétiques. De plus, la sous-famille Larainae – qui n'a été vérifiée par aucun séquençage de l'ADN – tend à être révisée ultérieurement puisqu'elle semble, être intégrée à Elminae ; autrement dit, les Elmidae pourraient n'avoir qu'une seule sous-famille, les Elminae.

#### Liste des genres
Liste des genres selon GBIF (23 juin 2022) :
- Aesobia Jäch, 1982
- Amazonopsis Barr, 2018
- Ampumixis Sanderson, 1954
- Amrishelmis Makhan, 2007
- Ancyronyx Erichson, 1847
- Anommatelmis Spangler, 1981
- Aspidelmis Delève, 1954
- Atractelmis Chandler, 1954
- Aulacosolus Jäch & Boukal, 1997
- Australara Barr & Shepard, 2021
- Austrelmis Brown, 1984
- Austrolimnius Carter & Zeck, 1929
- Bryelmis Barr, 2011
- Cephalolimnius Delève, 1973
- Cleptelmis Sanderson, 1954
- Coxelmis Carter & Zeck, 1929
- † Cretohypsilara Cai et al., 2018
- Ctenelmis Delève, 1964
- Cuspidevia Jäch & Boukal, 1995
- Cylloepus Erichson, 1847
- Disersus Sharp, 1882
- Dryopomorphus Hamilton, 1936
- Dubiraphia Sanderson, 1954
- Dupophilus Mulsant & Rey, 1872
- Elachistelmis Maier, 2012
- Elatodiscophrya
- Elmidolia Fairmaire, 1879
- Elmis Latreille, 1802
- Elpidelmis Delève, 1964
- Elpidemis Delève, 1964
- Eonychius Jäch & Boukal, 1996
- Epodelmis Hinton, 1973
- Esolus Mulsant & Rey, 1872
- Eumicrodinodes Delève, 1965
- Exolimnius Delève, 1954
- Gonielmis Sanderson, 1954
- Graphelmis Delève, 1968
- Graphosolus Jäch & Kodada, 1996
- Grouvellinsus
- Grouvellinus Champion, 1923
- Gyrelmis Hinton, 1940
- Haraldaria Jäch & Boukal, 1996
- † Hedyselmis Hinton, 1976
- Helminthocharis Grouvelle, 1906
- Helminthopsis Grouvelle, 1906
- Heterelmis Sharp, 1882
- Heterlimnius Hinton, 1935
- Hexacylloepus Hinton, 1940
- Hexanchorus Sharp, 1882
- Hintonelmis Spangler, 1966
- Hispaniolara Brown, 1981
- † Holcelmis Hinton, 1973
- Homalosolus Jäch & Kodada, 1996
- Huleechius Brown, 1981
- Hydora Broun, 1882
- Hydrethus Fairmaire, 1889
- Hypsilara Maier & Spangler, 2011
- Ictelmis Čiampor, Linský & Čiamporová-Zaťovičová, 2019
- Ilamelmis Delève, 1973
- Indosolus Bollow, 1940
- Jaechomorphus Kodada, 1993
- Jilanzhunychus Jäch & Boukal, 1995
- Jolyelmis Spangler & Faitoute, 1991
- Kingolus Carter & Zeck, 1929
- Laorina Jäch, 1997
- Lara (d) LeConte, 1852
- Lathridelmis Delève, 1965
- Leielmis Delève, 1964
- Lemalelmis Spangler, 1981
- Leptelmis Sharp, 1888
- Limnius Illiger, 1802
- Lobelmis Fairmaire, 1898
- Loxostirus Jäch & Kodada, 1996
- Luchoelmis Spangler & Staines, 2004
- Ludyella Reitter, 1899
- Lutochrus
- Macrelmis Motschulsky, 1859
- Macronevia Jäch & Boukal, 1996
- Macronychoides Champion, 1923
- Macronychus Müller, 1806
- Microcylloepus Hinton, 1935
- Microdinodes Grouvelle, 1906
- Microlara Jäch, 1993
- Minaia Makhan & Ezzatpanah, 2011
- Narpus Casey, 1893
- Neblinagena Spangler, 1985
- Neocylloepus Brown, 1970
- Neoelmis Musgrave, 1935
- Neolimnius Hinton, 1939
- Neoriohelmis Nomura, 1958
- Nesonychus Jäch & Boukal, 1997
- Nomuraelmis Satô, 1964
- Notelmis Hinton, 1941
- Notriolus Carter & Zeck, 1929
- Ohiya Jäch, 1982
- Okalia Kodada & Ciampor, 2003
- Omotonus Delève, 1963
- Onychelmis Hinton, 1941
- Oolimnius Hinton, 1939
- Optioservus Sanderson, 1954
- Ordobrevia Sanderson, 1953
- Orientelmis Shepard, 1998
- Oulimnius Gozis, 1886
- Ovolara Brown, 1981
- Pachyelmis Fairmaire, 1898
- Pagelmis Spangler, 1981
- Paramacronychus Nomura, 1958
- Parapotamophilus Brown, 1981
- Peloriolus Delève, 1964
- Phanoceroides Hinton, 1939
- Phanocerus Sharp, 1882
- Pharceonus Spangler & Santiago-Fragoso, 1992
- Pilielmis Hinton, 1971
- Podelmis Hinton, 1941
- Podonychus Jäch & Kodada, 1997
- Portelmis Sanderson, 1953
- Potamocares Grouvelle, 1920
- Potamodytes Grouvelle, 1896
- Potamogethes Delève, 1963
- Potamolatres Delève, 1963
- Potamophilinus Grouvelle, 1896
- Potamophilops Grouvelle, 1896
- Potamophilus Germar, 1811
- Prionosolus Jäch & Kodada, 1997
- Pseudamophilus Bollow, 1940
- Pseudancyronyx Bertrand & Steffan, 1963
- Pseudelmidolia Delève, 1963
- Pseudodisersus Brown, 1981
- Pseudomacronychus Grouvelle, 1906
- Rhizelmis Chandler, 1954
- Rhopalonychus Jäch & Kodada, 1996
- Riolus Mulsant & Rey, 1872
- Roraima Kodada & Jäch, 1999
- Rudielmis Jäch & Boukal, 1995
- Rumilara Linský, Čiamporová-Zaťovičová, Laššová & Čiampor Jr, 2022
- Simsonia Carter & Zeck, 1929
- Sinelmis Satô & Kishimoto, 2001
- Sinonychus Jäch & Boukal, 1995
- Spanglerelmis Polizei & Bispo, 2022
- Sphragidelmis Delève, 1964
- Stegoelmis Hinton, 1939
- Stenelmis Dufour, 1835
- Stenelmoides Grouvelle, 1908
- Stenhelmoides Grouvelle, 1908
- Stethelmis Hinton, 1945
- Stetholus Carter & Zeck, 1929
- † Taprobanelmis Delève, 1973
- † Tolmerelmis Hinton, 1972
- Tolriolus Hinton, 1940
- Trachelminthopsis Delève, 1965
- Tropidelmis Delève, 1964
- Tyletelmis Hinton, 1972
- Typhloelmis Barr, 2015
- Unguisaeta Jäch, 1982
- Urumaelmis Satô, 1963
- Vietelmis Delève, 1968
- Xenelmis Hinton, 1936
- Xenelmoides Hinton, 1936
- Zaitzevia Champion, 1923
- Zaitzeviaria Nomura, 1959

## Bioécologie
Les Elmidae sont une famille divisée en plusieurs genres et composée de 1 534 espèces, de l'ordre des Coléoptères, lui-même composé de plus 350 000 membres décrits,. Ils sont cosmopolites.

### Habitat
Contrairement à la majorité des Coléoptères, les membres de cette famille vivent principalement dans des milieux aquatiques. Elle se distingue notamment au sein des Polyphages en figurant parmi les 13 familles prédominamment associées aux milieux aquatiques sur les 150 familles répertoriées. Considérée comme une représentante des coléoptères aquatiques (en) ou semi-aquatiques, ses membres vivent principalement dans des habitats dits benthiques, ripariens ou lotiques, bien que peu d'espèces sont rencontrées près de lacs ou dans les étangs,, préférant en général une eau bien oxygénée et peu profonde à l'instar des eaux courantes. Elles peuplent d'autres milieux comme les torrents, les cascades et chutes d'eau ou vivent au-dessus de la ligne d'eau. Cependant, bien que tous taxons inférieurs à la famille (genres, espèces, etc.) soient considérés comme aquatiques, de nombreuses espèces ne vivent pas leur vie entière dans l'eau — elles sont semi-aquatiques. Les adultes et larves sont généralement considérés comme aquatiques, mais seule la phase adulte de la sous-famille Elminae et le stade larvaire de la sous-famille Larainae sont rigoureusement associées à un mode de vie strictement aquatique, c'est-à-dire qu'ils vivent tout leur cycle de vie durant dans ces milieux. Plusieurs jeunes adultes, des pupes écloses, réalisent un vol de dispersion hors de l'eau.
La famille est dite détritivore et herbivore et vit aux abords ou sur des dépôts de végétaux et des débris ligneux,.

### Cycle de vie
Les Elmidae sont des holométaboles qui se métamorphosent durant leur vie, passant par plusieurs stades de développement, de l'œuf, puis à la larve et à la pupe (par nymphose) avant d'arriver au stade d'adulte (imago).

## Denrée alimentaire
Des espèces de la famille Elmidae sont consommées en tant que denrées alimentaires, parmi lesquelles on recense les larves de deux espèces en Amérique du Sud, à savoir Austrelmis chilensis au Chili et Perou et Austrelmis condimentarius au Chili, Pérou et Mexique ainsi que l'espèce Austrelmis condimentarius qui a été utilisée pour l'assaisonnement des plats et qui possède une valeur commerciale importante.